# Луїс Альфонсо, герцог Анжуйський
Луїс Альфонсо Бурбонський (фр. Louis Alphonse Gonzalve Victor Emmanuel Marc de Bourbon; ісп. Luis Alfonso Gonzalo Víctor Manuel Marco de Borbón y Martínez-Bordiú; народився 25 квітня 1974 року, Мадрид) — член іспанської королівської родини, претендент на трон Франції. Правнук короля Іспанії Альфонса XIII.
Луїс Альфонсо народився в Мадриді в 1974 році в сім'ї принца Альфонсо і Марії дель Кармен Мартінес-Бордью і Франко, онуки іспанського диктатора Франсиско Франко. На той момент батько принца Альфонсо Хайме, герцог Анжу і Сеговії, вважався частиною законним претендентом на трон Франції. Після його смерті в 1975 році Альфонсо став главою Французького Королівського Будинку.
7 лютого 1984 старший брат Луїса Альфонсо Франсиско загинув в результаті автокатастрофи. З цього часу Луїс Альфонсо став спадкоємцем свого батька і носив титул герцога Бурбонського. У 1989 році, після загибелі батька, Луїс Альфонсо став главою Дому Бурбонів і претендентом на французький престол; він прийняв титул герцога Анжуйського.

## Титули та звання
- Титулярний герцог Анжуйський
- Титулярний король Франції
- Титулярний король Наварри
- Глава Дому Бурбонів
- Бальї Великого Хреста Пошани і Відданості Мальтійського ордена